# Совет десяти

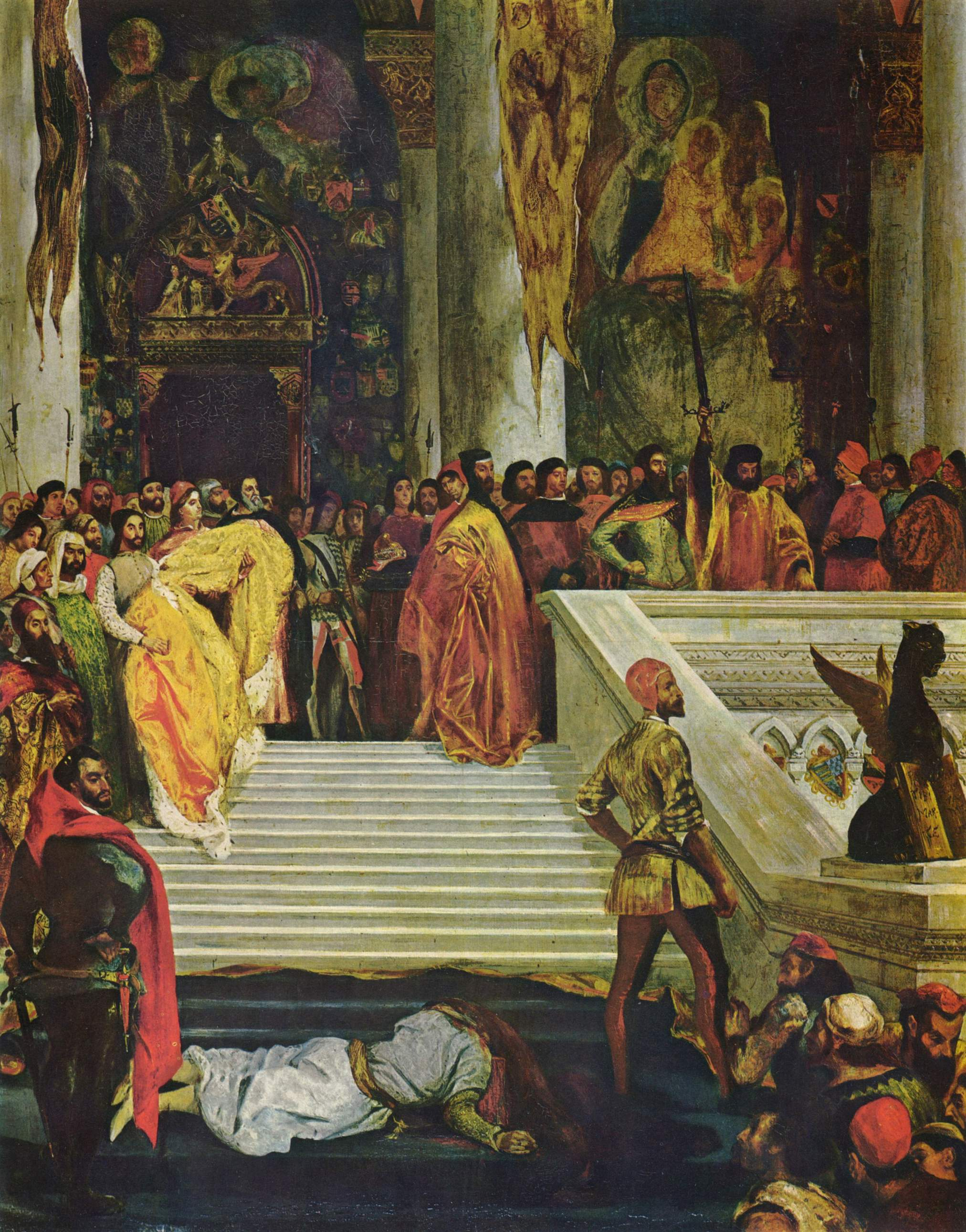
Эжен Делакруа. Казнь Марино Фальера, осужденного Советом десяти.

Урна для доносов от анонимных заявителей. Перевод надписи: «Тайные обвинения против любого, кто скрывает милости или услуги, или тайно сговорился, чтобы утаить истинный доход от них»

Совет десяти (итал. Consiglio dei Dieci; вен. Consejo de i Diexe) — орган Венецианской республики, основанный указом Большого совета в июне 1310 году после заговора Кверини—Тьеполо против дожа Градениго.
В функции Совета десяти, первоначально созданного как временный, входил надзор за сосланными заговорщиками. Совет десяти занимался только охраной политической и социальной структуры венецианской Коммуны. Формально состоял из десяти советников, однако они не могли самостоятельно принимать решения, а только вместе с дожем и шестью его личными советниками по районам Венеции (систере), тем самым Совет фактически состоял из семнадцати человек. На его заседания всегда приглашался специальный прокурор (Avvogatori di comun), имевший совещательный голос. Также могли приглашаться представители судебных органов.
Десять советников на год выбирал Большой совет, им запрещалось избираться на следующий год, в течение которого проверялись возможные злоупотребления этих советников. Запрещалось присутствие в совете двух представителей одной семьи. Совет десяти управлялся не единолично, а тремя главами — capi dei dieci. Эти представители назначались на месяц, во время которого им запрещалось выходить в свет, чтобы не знать слухов и сплетен. Совет собирался ежедневно, работа в совете не оплачивалась. Взятки и подкуп в Совете карались смертной казнью.
Исходя из сложившейся обстановки, Совет десяти быстро создал превосходную сеть шпионов и тайных агентов по всей Европе и за её пределами. Также Совет десяти получил право принимать решения, равносильные решениям Большого Совета, что позволяло Венеции оперативно реагировать на проблемы.
В 1334 году Совет десяти получил дополнительные полномочия, в его ведении находились шпионаж, допросы и тюрьмы. Совет десяти также рассматривал поступающую от анонимных осведомителей информацию, которая опускалась в специальные урны, называемые Львиными пастями. С 1335 года Совет десяти действует на постоянной основе. Совет имел влияние на полицию, армию, финансы, то есть на те сферы деятельности, которые требовали быстрого принятия решений.
Совет десяти представлял собой совершенно закрытый и самостоятельный орган, не отчитывался даже перед специальными прокурорами, и приобрёл славу неумолимого судьи над всеми жителями Венеции. Членами Совета десяти становились обычно представители самых богатых и знатных венецианских родов. В 1539 году Совет десяти создал ещё одну группу — трёх государственных инквизиторов (capi).
В 1355 году Совет десяти осудил на казнь дожа Марино Фальера.
В[1457 году Совет десяти заставил отречься героя войны с Миланом, дожа Франческо Фоскари, когда его сын был признан виновным в сношениях с турецким султаном и Франческо Сфорца.
В конце XV века Совету десяти была придана комиссия из 15 сенаторов, «чтобы вносить ясность и выносить решения по всем сложным делам». В XVII веке власть Совета десяти была ограничена.